# Place de la Réunion (Paris)
Ne doit pas être confondu avec Grande Avenue de la Villa-de-la-Réunion, Rue de la Réunion ou Place de l'Île-de-la-Réunion.
Pour les articles homonymes, voir Place de la Réunion.
La place de la Réunion est une place située dans le quartier de Charonne du 20e arrondissement de Paris.

## Situation et accès
La place de la Réunion est desservie à proximité par la ligne 2 à la station Alexandre Dumas et par la ligne 9 aux stations Maraîchers et Buzenval.

## Origine du nom
Elle doit son nom à la réunion du petit et du grand Charonne, autrefois divisés par le mur des Fermiers généraux, et en raison du voisinage de la rue de la Réunion. 

## Historique
Cette place, de l'ancienne commune de Charonne, a été créée par un décret du 8 septembre 1849 par la réunion des rues Alexandre-Dumas, de Terre-Neuve, de la Réunion et Vitruve et du sentier de la Pointe.
Elle prend sa dénomination actuelle par une délibération municipale de la commune de Charonne du 16 novembre 1850 et est classée dans la voirie parisienne en vertu du décret du 23 mai 1863. 
À la fin des années 2000, la place a été refaite, afin de redynamiser la vie économique du quartier et de favoriser la création d'un espace vert. Le square de la Place-de-la-Réunion, fleuri et arboré, au centre de la place a donc été détruit pour faire place à un revêtement bitumineux et minéral. L'aire de jeux pour enfant a été déplacée et recouverte de matériaux synthétiques. Le petit espace vert créé s'est révélé inadapté au piétinement subi et a été fermé au printemps 2019, en attente de réaménagement.[réf. nécessaire]
Au centre de la place est installée une fontaine circulaire, ornée d'une vasque supportée par trois putti hydrophores, œuvre d'Albert-Ernest Carrier-Belleuse (fonte Durenne). La patine originelle du monument en bronze est aujourd'hui invisible, car en 2012, elle est repeinte en jaune. En 2015, une école du quartier orne ensuite la fontaine de gommettes colorées.

## Bâtiments remarquables et lieux de mémoire

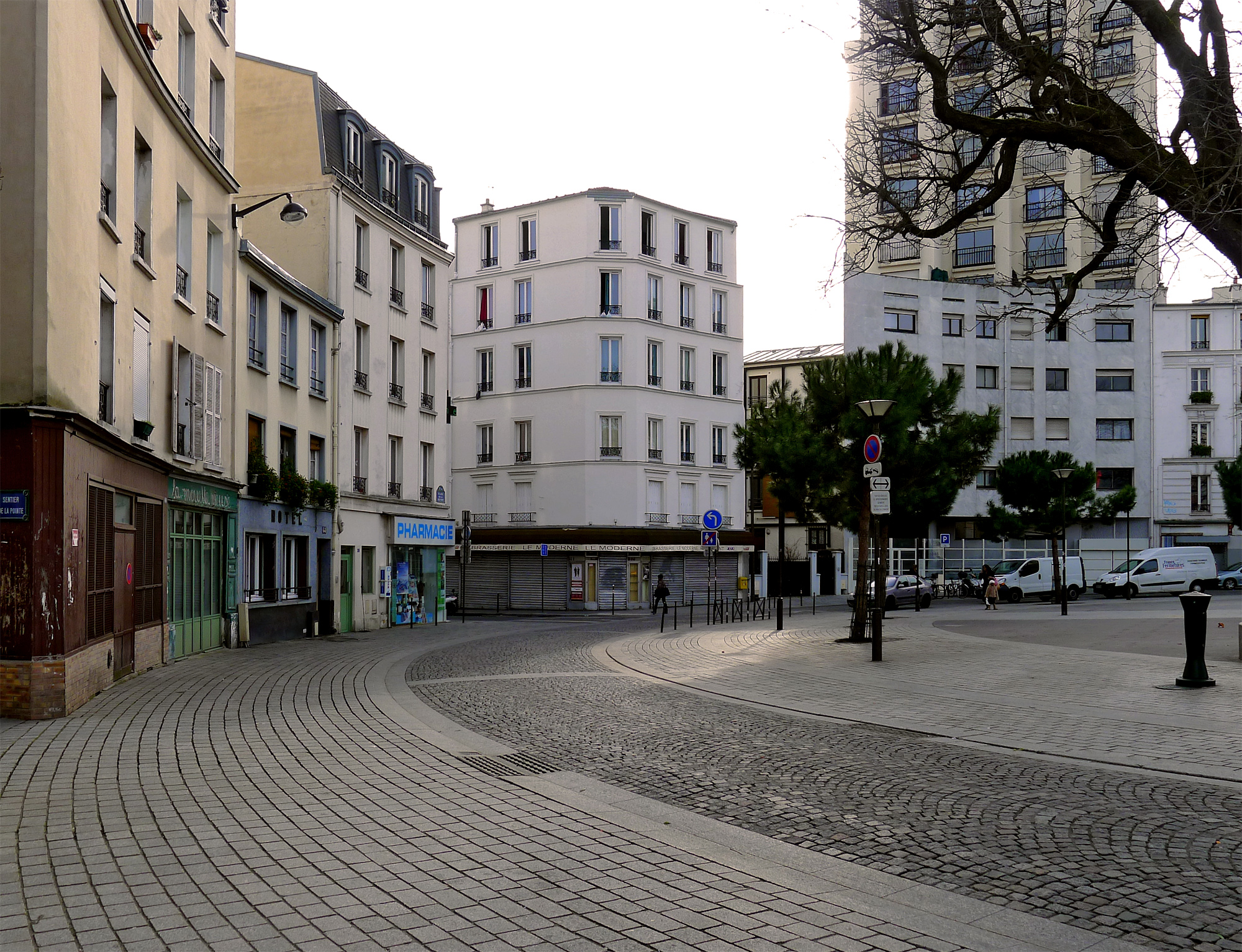
Partie sud de la place.

C'est sur cette place, à la suite des incendies criminels de différents hôtels meublés où de nombreux locataires trouvèrent la mort en 1986, que naît le Comité des mal logés et son projet de squat dans un immeuble situé au 67, rue des Vignoles, occupation qui durera de 1986 à 1990. Après l'évacuation en mai 1990 par les forces de police du squat et du square de la place où campaient depuis quatre mois des familles expulsées, l’association « Droit au logement » sera créée.